# 밴타블랙

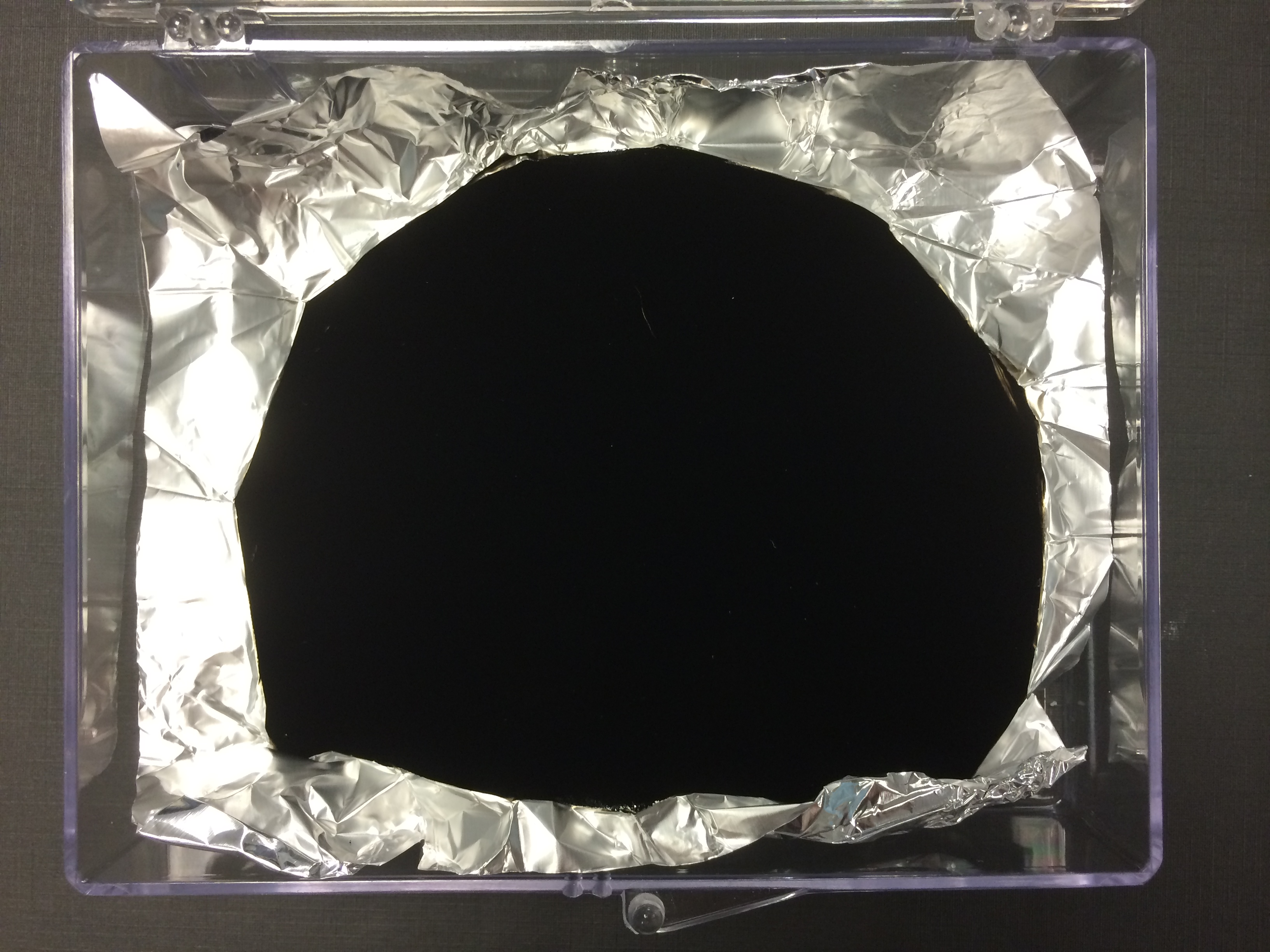
알루미늄 호일에 코팅 반타블랙

반타블랙(영어: Vantablack)은 나노튜브로 구성된 빛을  99.965%를 흡수하는 것으로 현재까지 2번째로 검은 물질이며 서레이 나노시스템즈 주식회사(Surrey NanoSystems Limited) 소유의 상표명이기도 하다.
반타블랙은 영국의 나노테크 전문기업 Surrey NanoSystems에서 개발된 물질이다. 탄소나노튜브를 제조하는 저온 공정을 통해 만들어졌다. 현존하는 물질 중 2번째로 검다. 보통 검은색의 가시광선 흡수율은 95~98%인데 비해 반타블랙의 흡수율은 99.965%다. 반타블랙은 가시광선외에 적외선도 흡수한다. 그래서 분광기로도 측정하기 힘들다. 구리의 7.5배 효율로 전도율이 높고, 강철의 10배로 늘어날 수 있다.
하지만 가격이 상당히 비싸고 스크래치에 약해 비슷한 성능의 대체재가 각광받고 있다. 대중들이 사용하기 어려운 금액이다.
나노튜브로 인하여 빛이들어왔다가 반사되는 과정에서 거의 나오지 않는다.

## 활용
- 망원경 내부에 칠해서 난반사를 막는다.
- 첩보 위성에 사용한다.
- 가스 이탈 방지, 먼지 제거, 부품 코팅

## 어원
Vertically Aligned Nano Tube Arrays (수직으로 정렬된 나노튜브의 배열)의 머리글자를 따왔다.